# Arboretum Habichtsborn
Das Arboretum Habichtsborn, auch Arboretum Staufenberg, ist ein Arboretum in Escherode in Niedersachsen. Es wurde 1850 gegründet und beherbergt eine Sammlung von Bäumen und Sträuchern aus verschiedenen Kontinenten. Das Arboretum befindet sich im Eigentum der Niedersächsischen Landesforsten und wird von einem Förderverein unterstützt.
Im Arboretum befindet sich die namensgebende Trinkwasserquelle Habichtsborn.
Die auffälligsten Einzelbäume sind drei um 1850 gepflanzte Mammutbäume. Insgesamt finden sich 1200 mit Informationstafeln beschriftete Bäume, die zu 178 Arten bzw. 210 Varietäten gehören. Dazu gehören Weißtannen und Küstentannen aus Nordamerika, Japanische Sicheltannen und Tulpenbäume. Aus den im 19. Jahrhundert angepflanzten Bäumen werden regelmäßig Stecklinge angelegt, um den Artenreichtum der Sammlung dauerhaft zu bewahren.
Ein Bereich mit einem eigens für Ausbildungszwecke angelegten Mittelwald informiert Besucher über die historische Nutzung dieser Waldform.

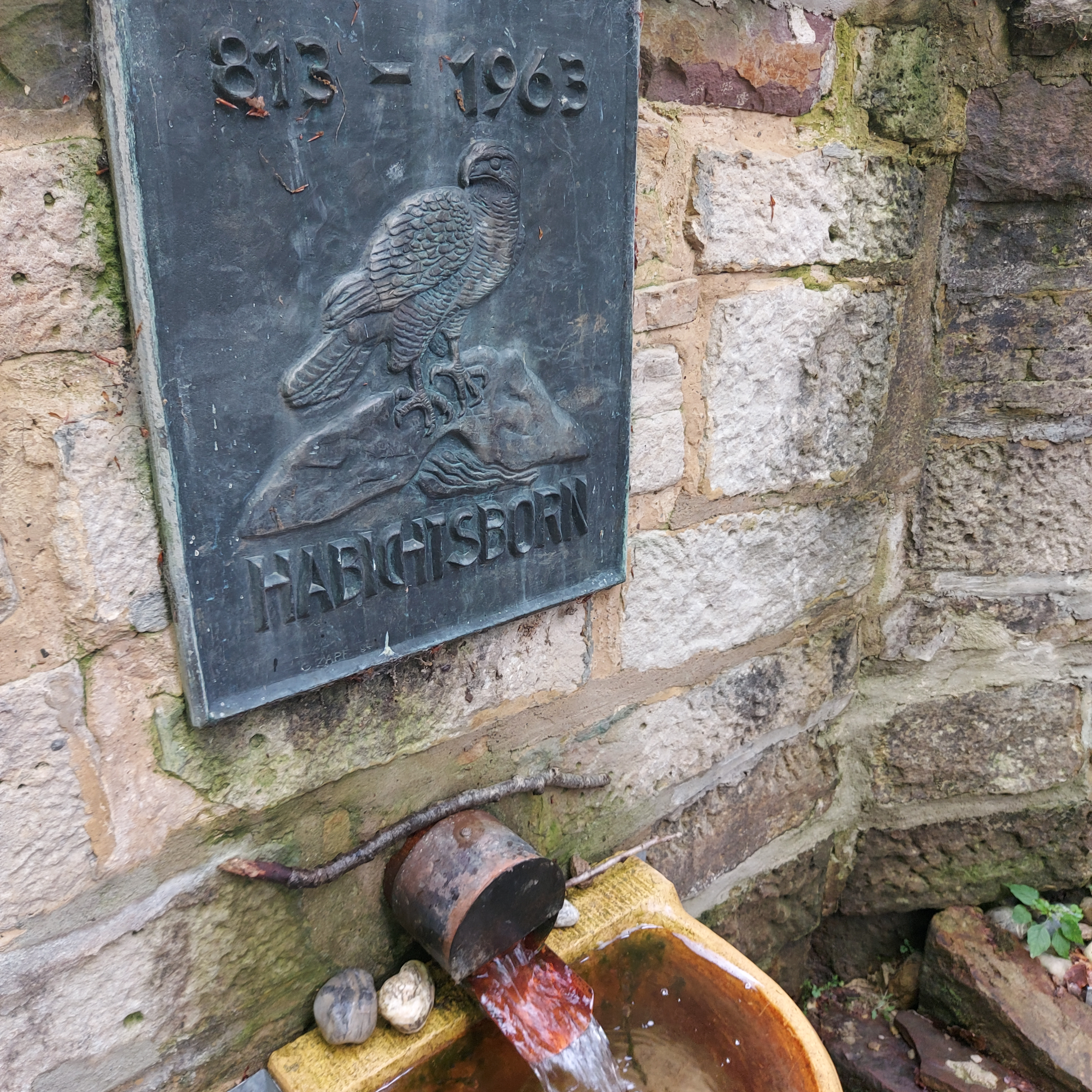
Der namensgebende Habichtsborn
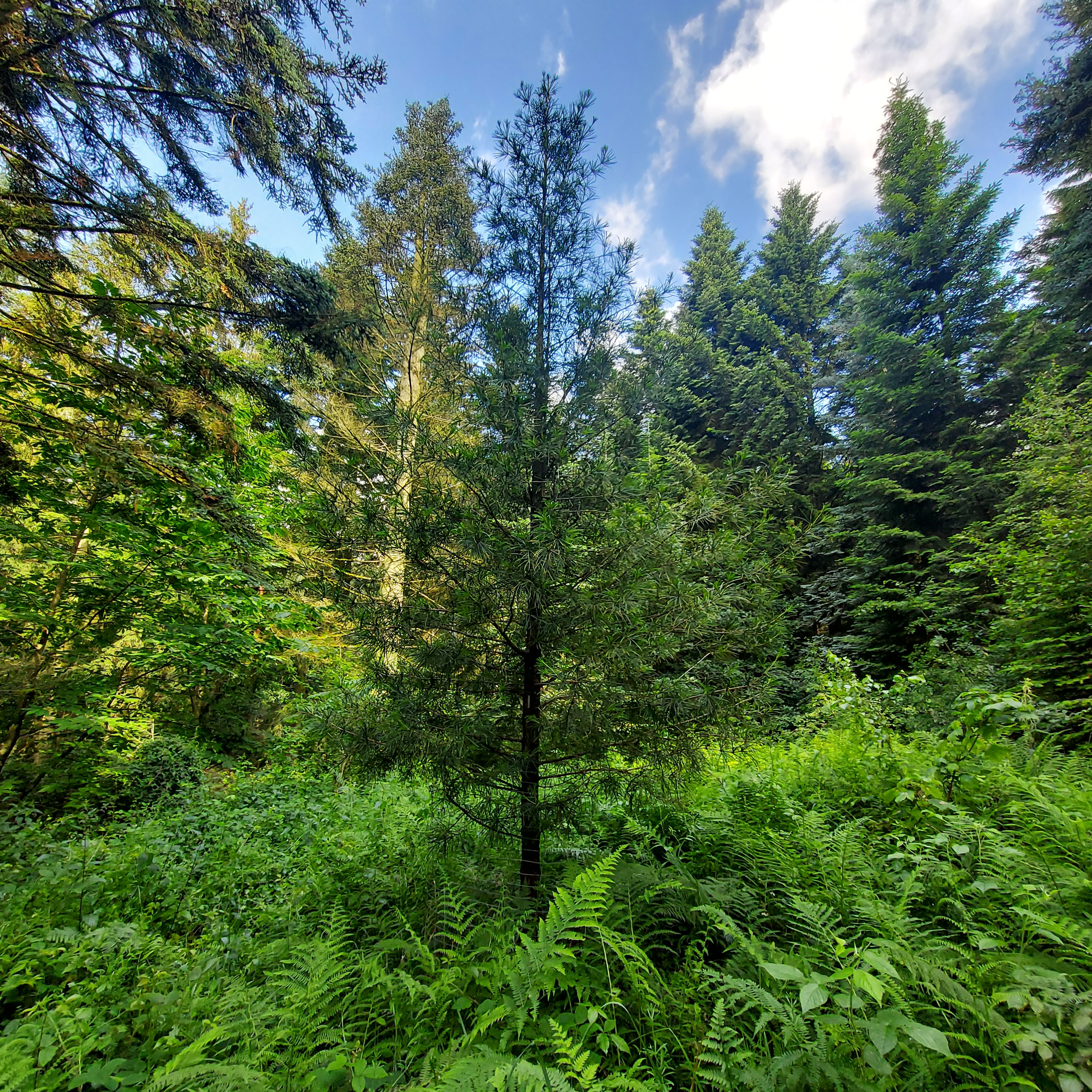
Neuer Setzling inmitten des alten Baumbestands
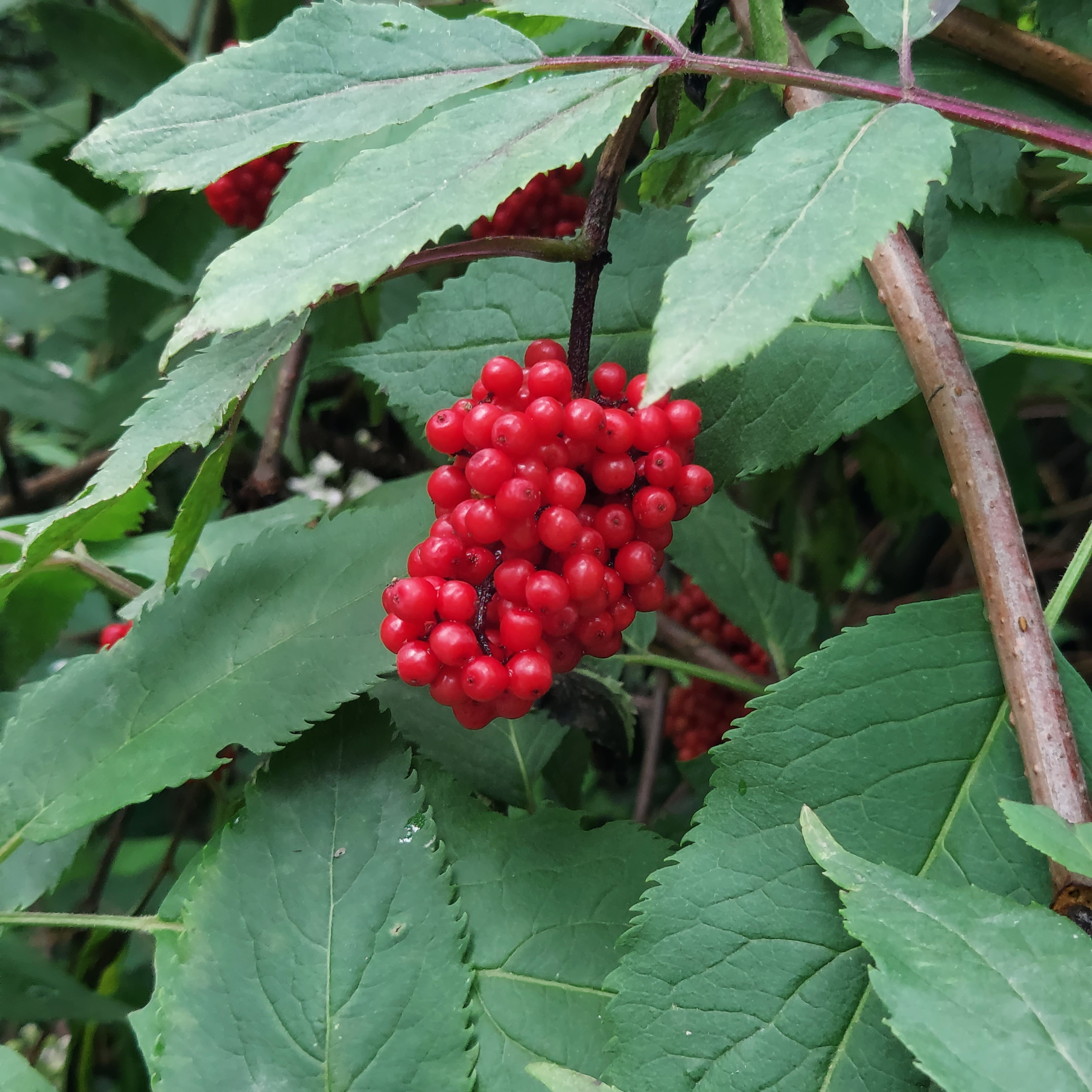
Auch Sträucher sind Teil der Sammlung, hier ein Roter Holunder.